# Land Rover Discovery
Land Rover Discovery — серия среднеразмерных внедорожников, впервые выпущенных на рынок в 1989 году. Всего на данный момент выпущено 5 поколений. Четвёртое поколение дебютировало в апреле 2009 года на мотор-шоу в Нью-Йорке. Для рынка США получил название LR4.

## История модели
На первый Discovery устанавливали бензиновые двигатели объёмом 2,0 л (136 л. с.), 3,5 л (152 л. с.) и 3,9 л (182 л. с.), а также дизель объёмом 2,5 л (107 л. с. — заводской индекс 200 Tdi до 1993 года включительно и 113 л. с. — заводской индекс 300 Tdi — с 1993 до 1998 года). Механические 5-ступенчатые КПП: Заводской индекс LT77 — до 1993 года и R380 — с 1993 и до 1998 года.
В 1995 году объёмы производства Land Rover впервые превысили цифру 100 000 автомобилей в год. Бестселлером стал Discovery, и линейка пополнилась моделью с 2,0-литровым четырёхцилиндровым бензиновым двигателем, которая позволяла владельцу воспользоваться налоговыми льготами, предусмотренными европейской системой налогообложения. Кроме того, появилась также модель Discovery с 3,9-литровым V8.
Discovery 3 обладал бензиновыми агрегатами объёмом 4,0 л (V6, 219 л. с.), 4,4 л (V8, 300 л. с.) и 2,7-литровый дизелем (V6, 190 л. с.). Для модели третьего поколения была разработана система Terrain ResponseTM, которая оптимизировала настройку автомобиля для любых дорожных условий и бездорожья.
В конце 2005 года компания Land Rover выпускает пробный образец нового Discovery 4 под рабочим названием «Concept 802», но внешне он отличался от предыдущих версий. Этот образец был оснащён бензиновым 3-литровым или 2,7-литровым дизелем (210 л. с.). Дальнейшая судьба этого автомобиля не была столь успешной, он вышел в ограниченном тираже и только в Америке, Англии, России. Дизайн этого автомобиля был взят как образец последующих моделей Range Rover.
В 2009 году новое, четвёртое поколение универсальных 7-местных автомобилей Land Rover получило название Discovery 4. Самым главным достоинством Discovery 4 стал новый дизельный двигатель LR-SDV6 3,0 с двумя турбокомпрессорами, обеспечивающий снижение расхода топлива на 9 % (комбинированный цикл ЕС) и сокращение выбросов CO2 на 10 % при увеличении мощности на 29 %, по сравнению с 2,7-литровым двигателем. Показатели крутящего момента возросли ещё больше, на 36 % — до 600 Н•м — это самые высокие в мире показатели для пассажирских автомобилей с серийными 6-цилиндровыми дизельными двигателями. Спортивная версия автомобиля (Land Rover Discovery Sport) стала лучшим автомобилем в классе в 2014 году по версии Euro NCAP.
Выпуск нового поколения внедорожника, Land Rover Discovery LR5, намечен на первую половину 2016 года.
В 2021 году Discovery получил обновленную информационно-развлекательную систему Pivi Pro с HD-дисплеем диагональю 11,4 дюйма. Она поддерживает Android Auto и Apple CarPlay и обновляется по беспроводной сети.

## Безопасность
| Euro NCAP                                              | Euro NCAP | Euro NCAP | Euro NCAP |
| ------------------------------------------------------ | --------- | --------- | --------- |
| Рейтинги                                               | Пассажир  |           | 31        |
| Рейтинги                                               | Ребёнок   |           | 39        |
| Рейтинги                                               | Пешеход   |           | 8         |
| Протестированная модель: Land Rover Discovery 3 (2006) |           |           |           |